# Рибагорса

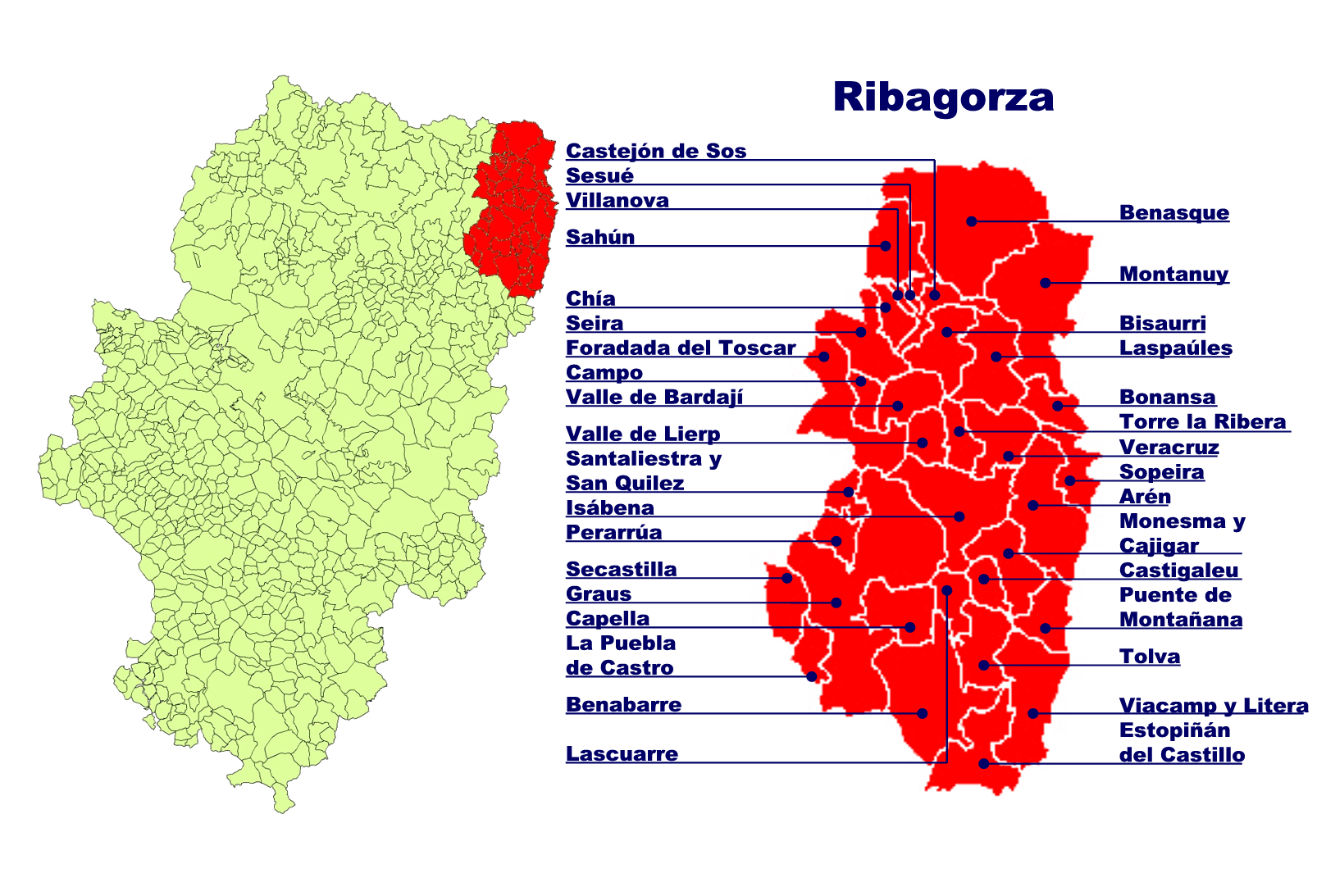

Рибаго́рса (исп. Ribagorza) — историческое графство и район (комарка) в Испании, входит в провинцию Уэска в составе автономного сообщества Арагон. Восточная часть исторического графства Рибагорса образует комарку Альта-Рибагорса в составе Каталонии.

## Муниципалитеты
1. Арен
2. Бенабарре
3. Бенаске
4. Бисаурри
5. Бонанса
6. Кампо
7. Капелья
8. Кастехон-де-Сос
9. Кастигалеу
10. Чия
11. Эстопиньян-дель-Кастильо
12. Форадада-де-Тоскар
13. Граус
14. Исабена
15. Ласкуарре
16. Ласпаулес
17. Монесма-и-Кахигар
18. Монтануй
19. Перарруа
20. Ла-Пуэбла-де-Кастро
21. Пуэнте-де-Монтаньяна
22. Саун
23. Санта-Льестра-и-Сан-Килес
24. Секастилья
25. Сейра
26. Сесуэ
27. Сопейра
28. Тольва
29. Торре-ла-Рибера
30. Валье-де-Бардахи
31. Валье-де-Льерп
32. Веракрус
33. Вьякамп-и-Литера
34. Вильянова